# Lothar Schall
Lothar Schall (* 8. Juni 1924 in Stuttgart; † 18. April 1996 in Reutlingen) war ein deutscher Künstler.

## Leben
Lothar Schall wurde als ältester Sohn eines Blumengärtners bei der Stadt Stuttgart im Juni 1924 geboren. Schon früh zeigte sich die künstlerische und musische Begabung. Nach dem Schulabschluss 1939 machte er auf Wunsch des Vaters eine Lehre als technischer Zeichner bei der Firma Mahle GmbH in Bad Cannstatt. Nach 18 Monaten wechselte er zur Graphischen Kunstanstalt von Gustav Dreher in Stuttgart und schloss eine Lehre als Chemograph ab. Im März 1942 wurde er zum Reichsarbeitsdienst eingezogen und wurde im Juni 1942 bei Charkiw in der östlichen Ukraine schwer verwundet. In der Folge erblindete Lothar Schall zeitweise und lag einige Zeit in einem Lazarett auf der Todesstation. Zum Jahresende 1942 kehrte er als Invalide nach Stuttgart zurück.
Seit 1945 widmete sich Schall der Malerei und besuchte ab 1946 sporadisch die Freie Kunstschule in Stuttgart. Er malte 1947 mit Gustav Schopf, häufig am Max-Eyth-See. 1948 entstanden die ersten Ölbilder. Angeregt durch die Deutsche Gartenschau 1950, die in Stuttgart stattfand, malte er in der Folgezeit zahlreiche Blumenmotive.
Ab 1950/51 stellte Schall seine ersten Künstlerfarben selber her und baute eine eigene Produktion und einen Vertrieb in Hohenacker (Waiblingen) auf. Seine ersten Anregungen und Rezepte bezog er von Prof. Kurt Wehlte, Institut für Technologie der Malerei an der Staatlichen Akademie der Bildenden Künste, Stuttgart. 1957 hatten die Schall-Farben bereits einen Marktanteil von ca. 35 %.
1956 wurde ihm der Kunstpreis der Jugend des Landes Baden-Württemberg verliehen. 1958 fertigte er erste Öl-Spachtelbilder und stellte im In- und Ausland aus. In den 1960er Jahren wandte sich Schall der Aquarellmalerei zu. 1961 zieht die Familie Schall auf einen Bauernhof auf Schloss Remseck bei Neckarrems. Das Ehepaar Anton zu Innhausen und Knyphausen (1906–1997) und Brita Ysabel zu Innhausen und Knyphausen geb. Gustavsson (1914–1996), das das Schloss 1957 geerbt hatte, fördern den Maler in den folgenden Jahren. 1968 schaffte Schall den künstlerischen Durchbruch. Er gab die Farbenproduktion weitgehend auf und widmete sich fortan überwiegend seiner Kunst. Im Frühjahr 1973 konnte er ein neugebautes Atelier in Gächingen (St. Johann, im Landkreis Reutlingen) beziehen. Anfang der 1980er Jahre begann Schall mit der Entwicklung und Herstellung von Glasplastiken. 1990 kaufte das Congress Center Mannheim 40 Werke an. Schall stellte 1992 in der Gemeinschaftsausstellung der Kunstschaffenden St. Johann e.V. in Würtingen aus. Einige seiner Werke befinden sich als Stiftungen dauerhaft im Erdgeschoss der Kreiskliniken Reutlingen.
Lothar Schall war seit Januar 1953 mit Luitgard Schall geb. Bauhaus (1928–1990) verheiratet. Aus der Ehe ist ein Sohn Bernhard (1953–1986) hervorgegangen. Aus einer Beziehung mit Christel Danzer ging 1976 die Tochter Friederike Danzer (verh. von Hirschheydt) hervor.

## Ausstellungen (Auswahl)
- 1961 Atelier Schloss Remseck, Ludwigsburg
- 1962 Ausstellung Galerie Maercklin Stuttgart
- 1968 Ausstellung Schloss Remseck und Galerie Maercklin
- 1973: Bausparkasse Schwäbisch Hall: Wandbild Parkgarage
- 1975–1978: Max-Planck-Institut für Biochemie in Martinsried: Wandbilder Eingangshalle (Arbeiten sind verschollen)
- 1979: Ausstellung Südwestbank Stuttgart
- 1980: Altenzentrum Stuttgart-Münster: Glasfenster
- 1981: Landesgartenschau Baden-Baden: Ausstellung im Park, großes Landschaftsbild aus blühenden Blumen
- 1983: Bausparkasse Schwäbisch Hall: erste Glasobjekte
- 1982–1990: Universität Tübingen: kreatives Arbeiten mit Studenten.
- 1982/83: Teilnahme an der ART Basel
- 1983: Kurklinik Überruh, Wandgestaltung und Glasplastik
- 1987–1988: Kurklinik Bad Kissingen: Farbgestaltung und Glasobjekt
- 1988: Fa. Guido Geyer Reutlingen: hängende Glasplastik
- 1990: Retrospektive Kunstmuseum Reutlingen
- 1990:Rathaus Metzingen: große Glasplastik und Ausstellung
- 1992: Rosengarten (Mannheim), Mannheim
- 1992: Gemeinschaftsausstellung, Kunstschaffende St. Johann
- 1995: Ausstellung Kreishaus Ludwigsburg mit Alexander Bogen
- Seit 1996, Dauerausstellung in den Kreiskliniken Reutlingen
- 2024: Zehntscheuer, Münsingen (Württemberg)

## Kunst am Bau (Auswahl)

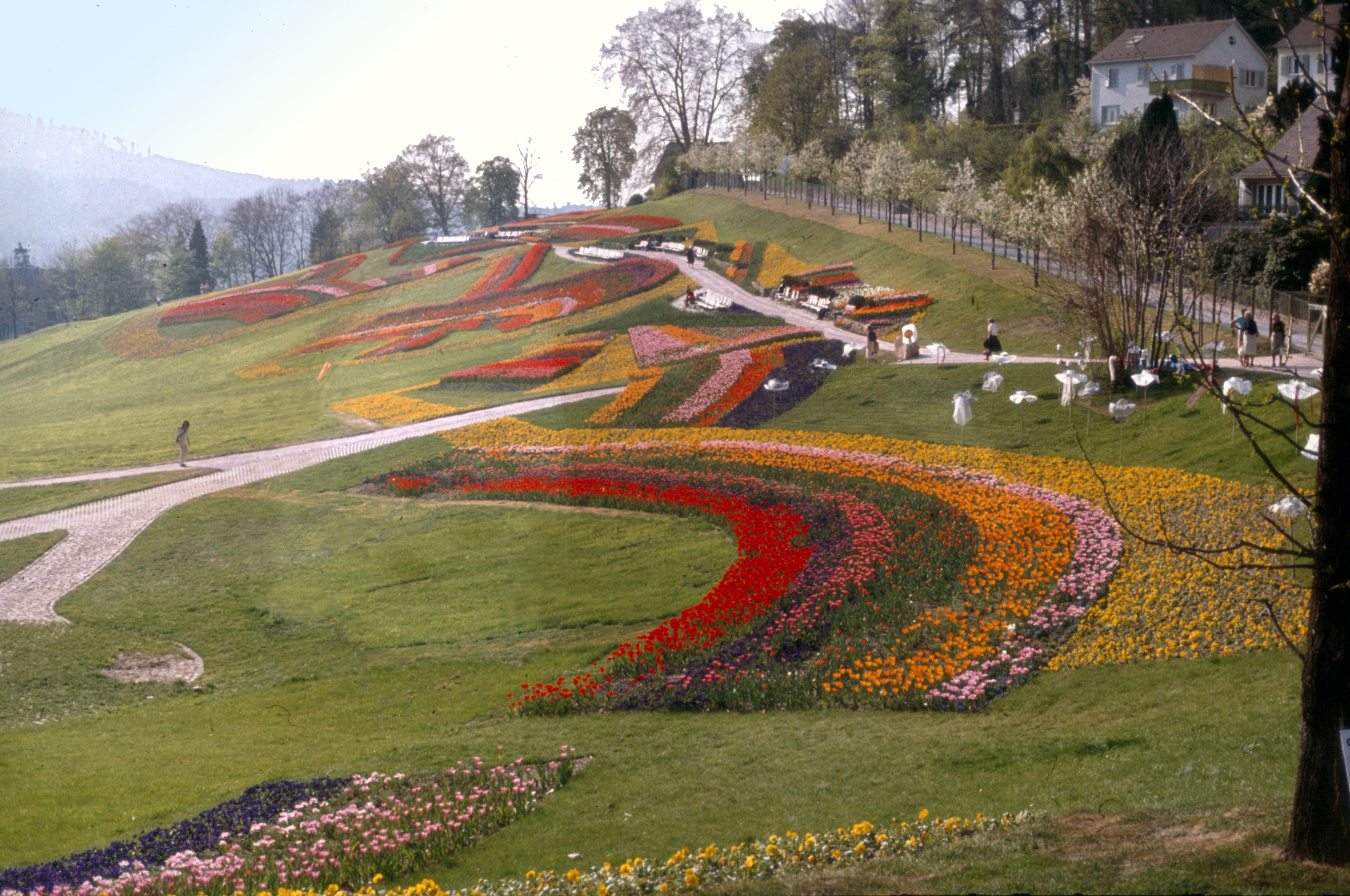
Blumenteppich von Lothar Schall bei der Landesgartenschau Baden-Baden 1981

- 1966: Wandgestaltung, Institut für Pflanzenschutz, Universität Stuttgart-Hohenheim
- 1971: Supraporte, „Langer Eugen“, Bonn
- 1973: Farbgestaltung Neckarstadion, Stuttgart
- 1973: Firma Brodbeck, Metzingen
- 1975: LVA Württemberg in Stuttgart-Freiberg
- 1975–78: Max-Planck-Institut für Biochemie, Martinsried
- 1978–79: LVA Überruh, Isny
- 1981:  Landesgartenschau, Baden-Baden
- 1984: Landesgartenschau, Reutlingen

## Auszeichnungen
- 1956: Kunstpreis der Jugend des Landes Baden-Württemberg
- 1994: Verdienstkreuz am Bande des Verdienstordens der Bundesrepublik Deutschland